# Пацера, Виталий Владимирович
Виталий Владимирович Пацера (укр. Віталій Володимирович Пацера; 20 января 1936, Ульяновка, Белопольский район, Сумская область — 28 апреля 2022, Львов) — украинский композитор.

## Биография
Окончил Киевское музыкальное училище (1956) и Киевскую консерваторию (1966), где учился у Константина Данькевича (композиция), Бориса Лятошинского (инструментовка) и Льва Ревуцкого (полифония). Одновременно в 1963—1966 гг. преподавал в музыкальном училище в Луцке. В годы учёбы, будучи приверженцем авангардной эстетики, конфликтовал с преподавательским составом.
По распределению уехал на Урал, в 1967—1980 гг. преподавал в Пермском музыкальном училище. Писал музыку для спектаклей Пермского театра юного зрителя (например, «Таланты и поклонники» Александра Островского, 1973), для программ Пермского телевидения, в том числе для мультфильмов («Май-мастеровой, необыкновенная машина и король-вояка», 1971, по сказке Льва Кузьмина).
Затем вернулся на Украину и обосновался в Харькове, преподавал в Харьковском музыкальном училище имени Б. Н. Лятошинского, в 1998—2003 гг. возглавлял харьковскую организацию Союза композиторов Украины.
Музыкальный язык Пацеры отмечен интересом к джазу, недаром среди его излюбленных инструментов тромбон (более 20 сочинений, результат творческого содружества с тромбонистом Олегом Федорковым). К числу важнейших работ Пацеры принадлежат «Реквием» для хора, солистов и оркестра, «Симфония духов», программные фортепианные сонаты «Неразрешимые диалоги», «Оргии при затмении луны», «Дьявол и Христос». Кроме того, уже к 2000 году им были написаны семь симфоний, скрипичный и фортепианный концерты, 30 прелюдий и 17 вальсов для фортепиано, трио памяти Андрея Сахарова и многое другое.